# Knappdragspel
Knappdragspelet är ett dragspel med runda knappar på diskantsidan för att producera enskilda toner till skillnad från pianodragspelets klaviatur. Normalt sett har det 3 till 5 rader av knappar där alla rader förutom de tre yttersta är hjälprader. Den fjärde hjälpraden är en spegling av den första och den femte av den andra och producerar samma toner som dessa. Det finns olika system för hur knapparna på diskanten är placerade, de två vanligaste kallas C- och B-system, där C-systemet är vanligast i Västeuropa medan B-systemet används flitigast i öst.
Det finns även små dragspel som bara har en eller två knapprader, s.k. durspel. Dessa skiljer sig från både piano- och knappdragspel eftersom de producerar olika ton beroende på om bälgen trycks in eller dras ut.
Det femradiga knappdragspelet i C-system är det vanligast förekommande i Sverige och är ofta vad som avses med endast beteckningen "dragspel". En fördel med detta är att om man väl lärt sig spela en låt i en tonart, till exempel C, så är det exakt samma fingersättning om man skulle vilja byta tonart till till exempel A#. Detta är dock en sanning med modifikation, eftersom detta bara är möjligt om man utnyttjar den första s.k. hjälpraden (den fjärde inåt själva spelet).
En "driven" dragspelare använder dock närapå uteslutande de tre yttersta raderna oavsett tonart, vilket gör att man måste ändra fingersättning, alltefter om tonartens grundton återfinnes på endera rad ett, två eller tre.(!)